# NGC 5909
NGC 5909 este o galaxie spirală situată în constelația Ursa Mică. A fost descoperită în 12 decembrie 1797 de către William Herschel. Se află la o distanță de 100,55 megaparseci de Pământ.